# Glyphocryptus
Glyphocryptus is een geslacht van kevers uit de familie somberkevers (Zopheridae).

## Soorten
Deze lijst is mogelijk niet compleet.
- G. brevicollis